# Сергеев, Пётр Гаврилович
Пётр Гаврилович Сергеев (15 октября 1885 года — 12 марта 1957 года) — советский химик, лауреат Сталинской премии, доктор химических наук.

## Биография
Родился 15 октября 1885 года в г. Москва. Пётр Гаврилович жил в многодетной семье служащего; отец - учитель гимназии, затем - помощник начальника телеграфа Московско-Кавказской железной дороги. Окончил восемь классов 4-й московской классической гимназии, В 1903-1905 сдал зачеты по первым двум курсам математического факультета Московского университета, однако в 1906 был отчислен за невзнос платы за обучение. В 1907 поступил по конкурсу на химический факультет Московского технического училища, но завершил высшее образование лишь в 1920 (срочный выпуск). ученик А.Е. Чичибабина. В 1904-1905 работал техническим сотрудником и пропагандистом Московского комитета РСДРП(б) в Рогожско-Симоновском и Железнодорожном районах. Отошел от партийной работы из-за перегрузки научно-учебной работой и необходимости содержать семью. 
С 1900 занимался платной педагогической работой. В 1909-1914 работал в канализационном отделе Московской городской управы десятником, чертежником-нивелировщиком, техником по постройке. Одновременно (1910-1914) вел научно-исследовательскую работу в Городском университете Шанявского под руководством А.Е. Чичибабина. В период первой мировой и гражданской войн (1914-1918) как специалист-химик был привлечен А.Е. Чичибабиным к техническим и научно-исследовательским работам по синтезу и производству медикаментов, их полупродуктов и алкалоидов. По заданиям Московского комитета по производству медикаментов организовывал производство их в мастерской МТУ, на заводе “Арс”, на Московском алкалоидном заводе, С 1919 по 1925 работал заместителем начальника лаборатории лекарственных растений и алкалоидов Химотдела, а затем Комиссии по изучению естественных производительных сил (КЕПС) Академии наук (рук. - А.Е. Чичибабин).
После окончания МВТУ был оставлен на кафедре органической химии; в 1924 ему было присвоено звание доцента. В 1924-1925 занимался организацией Военно-химического отделения химического факультета МВТУ с 1925 работал на кафедре специальной органической химии, возглавляемой профессором В.Н. Ипатьевым. В 1932 после реорганизации химического факультета МВТУ и 2-го МХТИ в Химическую академию РККА назначен профессором и начальником кафедры боевых химических веществ иностранных армий (БХВ) этого учебного заведения. В период 1922-1925 состоял профессором Московского промышленно-экономического института; организовал там преподавание органической химии и соответствующую лабораторию. 
В 1930 утвержден ВАК в звании профессора, в 1936 Президиумом Академии наук СССР присвоена ученая степень доктора химических наук. 
В период организации преподавания на Военно-химическом отделении МВТУ в поисках связи с производством и применением специальных продуктов поступил на службу в Химическое управление РККА сначала в качестве заместителя академика В.Н. Ипатьева, затем члена Научно-технической комиссии; с 1929, после ухода В.Н. Ипатьева, стал ее председателем. 
Вел большую общественную работу: был членом-основателем Добровольного общества содействия химии - "Доброхим"; членом Президиума Московского совета этого общества (1923-1924). В 1926-1928 был членом Центрального совета Осоавиахима; за работу в нем был награждён званием активиста. 
Основное направление научных работ - органический синтез. Исследовал полифенилированные производные дитолила. Эта работа, опубликованная в "Журнале Русского физико-химического общества", в 1930 была удостоена Малой премии им. A.M. Бутлерова. В 1931 премирован Комитетом по химизации. 
Преподавал в МХТИ в конце 1937- начале 1938, заменив заведующего кафедрой технологии органического синтеза профессора А.Е. Кретова (факультет №138) после его ареста органами НКВД в ноябре 1937. 10 февраля 1938 арестован и по приговору Военной коллегии Верховного Суда СССР от 31 мая 1940 на основании ст. 58 пп. 1 "б", 7, 8 и 11 (измена Родине, вредительство, террористический акт и участие в контрреволюционной организации) УК РСФСР осужден к 10 годам лишения свободы.
В заключении, с начала 1939 работая в ОКБ ОГПУ, расположенном на шоссе Энтузиастов в Москве, занимался изучением жидкофазного каталитического окисления ароматических углеводородов. Эти исследования завершились (1949) разработкой совместно с Р.Ю. Удрисом, Б.Д. Кружаловым и М.С. Немцовым технологического процесса получения фенола и ацетона из бензола и пропилена через гидроперекись изопропилбензола (кумола). После внедрения процесса в промышленность на заводе "Оргсинтез" (Дзержинск Горьковской обл.) по постановлению Президиума Верховного Суда СССР от 21 октября 1946 освобожден досрочно со снятием судимости. Реабилитирован по определению Верховной коллегии Военного Суда СССР от 12 мая 1956. С 1953 работал заведующим лабораторией НИИ синтетических спиртов и органических продуктов (Москва). Редактор последнего издания книги А.Е. Чичибабина "Основные начала органической химии". Лауреат Сталинской премии (за разработку кумольного метода получения фенола, 1951). Имел воинское звание комкора (1936).
Похоронен на Введенском кладбище (14 уч.).